# Banachalgebra
Banachalgebren (nach Stefan Banach) sind mathematische Objekte der Funktionalanalysis, die einige bekannte Funktionenräume und Operatorenalgebren anhand wesentlicher gemeinsamer Eigenschaften verallgemeinern, z. B. Räume stetiger oder integrierbarer Funktionen oder Algebren stetiger linearer Operatoren auf Banachräumen.
Eine Banachalgebra ist ein Vektorraum, in dem zusätzlich auch eine Multiplikation und eine Norm so definiert sind, dass gewisse Verträglichkeitsbedingungen erfüllt sind.

## Definition
Ein Vektorraum {\displaystyle ({\mathcal {A}},+)} über dem Körper {\displaystyle \mathbb {K} =\mathbb {R} } oder {\displaystyle \mathbb {C} } der reellen oder komplexen Zahlen mit einer Norm {\displaystyle \left\|\cdot \right\|} und einem Produkt {\displaystyle \circ \colon {\mathcal {A}}\times {\mathcal {A}}\to {\mathcal {A}}} ist eine Banachalgebra, wenn gilt:
- {\displaystyle ({\mathcal {A}},+,\left\|\cdot \right\|)} ist ein Banachraum, also ein vollständiger normierter Vektorraum,
- {\displaystyle ({\mathcal {A}},+,\circ )} ist eine assoziative {\displaystyle \mathbb {K} }-Algebra,
- {\displaystyle \|A\circ B\|\leq \|A\|\cdot \|B\|} für alle {\displaystyle A,B\in {\mathcal {A}}}, d. h. die Norm ist submultiplikativ.

Wie auch in der Algebra allgemein üblich wird das Symbol für das Produkt gern weggelassen, nur im Falle der Faltung wird oft das Symbol {\displaystyle *} oder {\displaystyle \star } verwendet.
Verlangt man von {\displaystyle ({\mathcal {A}},+,\left\|\cdot \right\|)} nur, dass es sich um einen normierten Raum handelt, das heißt, man verzichtet auf die Vollständigkeit, so erhält man den allgemeineren Begriff der normierten Algebra.

## Spezielle Klassen von Banachalgebren

### Banach-*-Algebra oder involutive Banachalgebra
Eine Banach-*-Algebra {\displaystyle {\mathcal {A}}} (über {\displaystyle \mathbb {C} }) ist eine Banachalgebra über {\displaystyle \mathbb {C} } zusammen mit einer Involution {\displaystyle ^{*}\colon {\mathcal {A}}\to {\mathcal {A}},\,a\mapsto a^{*}}, so dass
| - {\displaystyle \forall a\in {\mathcal {A}}:(a^{*})^{*}=a}                                                             | (involutiv)                                      |
| - {\displaystyle \forall a,b\in {\mathcal {A}}:(ab)^{*}=b^{*}a^{*}}                                                     | (anti-multiplikativ)                             |
| - {\displaystyle \forall a,b\in {\mathcal {A}}:\forall z,w\in \mathbb {C} :(za+wb)^{*}={\bar {z}}a^{*}+{\bar {w}}b^{*}} | (semilinear, anti-linear oder konjugiert linear) |
| - {\displaystyle \forall a\in {\mathcal {A}}:\\|a\\|=\\|a^{*}\\|}                                                       | (isometrisch)                                    |

In anderen Worten, eine Banach-*-Algebra ist eine Banachalgebra und zugleich eine *-Algebra mit einer isometrischen Involution. Manche Autoren lassen die Bedingung der Isometrie fort und sprechen dann gegebenenfalls von einer Banach-*-Algebra mit isometrischer Involution. Die meisten in natürlicher Weise auftretenden Involutionen auf Banachalgebren sind allerdings isometrisch.

### C*-Algebren und Von-Neumann-Algebren
Die Banachalgebra {\displaystyle B(H)} der stetigen linearen Operatoren über einem Hilbertraum {\displaystyle H} motiviert die folgende Definition:
Eine Banachalgebra {\displaystyle {\mathcal {A}}}, auf der zusätzlich eine semilineare antimultiplikative Involution {\displaystyle *\colon {\mathcal {A}}\to {\mathcal {A}},x\mapsto x^{*}} gegeben ist, heißt C*-Algebra, wenn die sogenannte C*-Bedingung erfüllt ist:
- {\displaystyle \|x^{*}x\|=\|x\|^{2}} für alle {\displaystyle x\in {\mathcal {A}}}

Solche Banachalgebren lassen sich auf Hilberträumen darstellen. Sind diese dann in einer gewissen Topologie in der Operatorenalgebra über dem Hilbertraum abgeschlossen, so nennt man sie Von-Neumann-Algebren.

## Beispiele
- Jeder Banachraum wird mit der Null-Multiplikation, d. h. {\displaystyle xy}=0 für alle Elemente {\displaystyle x,y} des Banachraums, zu einer Banachalgebra.

- Sei {\displaystyle K} ein kompakter Raum und {\displaystyle {\mathcal {C}}(K)} der Raum der stetigen Funktionen {\displaystyle f\colon K\to \mathbb {C} }. Mit den punktweisen Operationen und der durch {\displaystyle f^{*}(x):={\overline {f(x)}}} (komplexe Konjugation) definierten Involution und der Supremumsnorm {\displaystyle \|f\|:=\sup _{x\in K}|f(x)|} wird {\displaystyle {\mathcal {C}}(K)} zu einer kommutativen C*-Algebra. Ebenso lassen sich der Raum der beschränkten komplexwertigen Funktionen auf einem topologischen Raum (was mittels der Stone-Čech-Kompaktifizierung gleichwertig ist) oder der Raum der C0-Funktionen, der stetigen Funktionen auf einem lokalkompakten Raum, die im Unendlichen verschwinden, betrachten.

- Sei {\displaystyle D} der Einheitskreis in {\displaystyle \mathbb {C} }. Es sei {\displaystyle A(D)} die Algebra mit stetigen Funktionen {\displaystyle f\colon D\to \mathbb {C} }, die im Inneren von D holomorph sind. Mit den punktweisen Operationen und der durch {\displaystyle f^{*}(z):={\overline {f({\overline {z}})}}} (komplexe Konjugation) definierten Involution und der Supremumsnorm wird {\displaystyle A(D)} zu einer kommutativen Banach-*-Algebra, die keine C*-Algebra ist. Diese Banachalgebra nennt man auch die Diskalgebra.

- Ist {\displaystyle V} ein Banachraum, so ist die Algebra {\displaystyle B(V)} der stetigen, linearen Operatoren auf {\displaystyle V} eine Banachalgebra, die im Falle {\displaystyle \dim V>1} nicht kommutativ ist. Ist {\displaystyle V} ein Hilbertraum, so ist {\displaystyle B(V)} eine C*-Algebra.

- Die Spurklasse und die Hilbert-Schmidt-Klasse, oder allgemeiner die Schatten-Klassen, sind Beispiele für nicht-kommutative Banach-*-Algebren, die keine C*-Algebren sind.

- In der harmonischen Analyse werden die Banach-*-Algebren {\displaystyle L^{1}(G)}, das heißt die Faltungsalgebren über einer lokalkompakten Gruppe {\displaystyle G} betrachtet.

- H*-Algebren sind involutive Banachalgebren, die gleichzeitig Hilberträume sind, zusammen mit einer Zusatzbedingung, die die Involution mit der Hilbertraumstruktur verknüpft.

## Grundlagen
Es werden einige Grundlagen der Theorie der Banachalgebren besprochen, die ein Zusammenspiel zwischen algebraischen und topologischen Eigenschaften zeigen.

### Das Einselement
Viele der oben genannten Beispiele sind Banachalgebren ohne ein Einselement.
Wird dennoch ein Einselement benötigt, so kann man eines adjungieren.
In vielen Fällen gibt es in diesen Banachalgebren Approximationen der Eins; dies ist ein topologisches Konstrukt, das oft einen Ersatz für das fehlende Einselement darstellt.
Das gilt insbesondere für C*-Algebren und die Gruppenalgebren {\displaystyle L^{1}(G)}.

### Die Gruppe der invertierbaren Elemente
Ist {\displaystyle A} eine Banachalgebra mit Einselement 1, so ist die Gruppe {\displaystyle A^{\times }} der invertierbaren Elemente offen. Ist nämlich {\displaystyle b\in A} invertierbar und {\displaystyle a\in A} mit {\displaystyle \|a-b\|<{\tfrac {1}{\|b^{-1}\|}}}, so ist auch {\displaystyle a} invertierbar, denn leicht überlegt man sich, dass {\displaystyle \textstyle b^{-1}\sum _{n=0}^{\infty }((b-a)b^{-1})^{n}} konvergiert und das Inverse zu {\displaystyle a} ist. Ferner ist das Invertieren {\displaystyle a\mapsto a^{-1}} als Abbildung auf der Gruppe der invertierbaren Elemente stetig. Daher ist {\displaystyle A^{\times }} eine topologische Gruppe.

### Das Spektrum
In der linearen Algebra spielt die Menge der Eigenwerte einer Matrix eine wichtige Rolle bei der Untersuchung der Matrizen, d. h. der Elemente der Banachalgebra {\displaystyle B({\mathbb {K} }^{n})}.
Dies verallgemeinert sich zum Begriff des Spektrums:
Sei {\displaystyle A} eine {\displaystyle \mathbb {C} }-Banachalgebra mit Einselement.
Für {\displaystyle a\in A} ist das Spektrum von {\displaystyle a}, {\displaystyle \sigma (a):=\{\lambda \in {\mathbb {C} }:a-\lambda \cdot 1\notin A^{\times }\}}, kompakt und nach dem Satz von Gelfand-Mazur nicht leer. Für den Spektralradius {\displaystyle r(a):=\sup\{|\lambda |:\lambda \in \sigma (a)\}} gilt die Formel {\displaystyle \textstyle r(a)=\lim _{n\to \infty }\|a^{n}\|^{1/n}}.
Diese Formel ist erstaunlich, da der Spektralradius eine rein algebraische Größe ist, die lediglich den Begriff der Invertierbarkeit verwendet, die rechte Seite der Spektralradiusformel hingegen ist durch die Norm der Banachalgebra gegeben.
Für den Rest dieses Abschnitts sei {\displaystyle A} kommutativ mit Einselement. Die Menge {\displaystyle X_{A}} aller multiplikativen Funktionale {\displaystyle A\to \mathbb {C} } bezeichnet man als das Spektrum von {\displaystyle A}, oder nach Gelfand auch als Gelfand-Spektrum oder Gelfand-Raum von {\displaystyle A}. Das Spektrum von {\displaystyle A} ist mit der relativen schwach-*-Topologie ein kompakter Raum und die Gelfand-Transformation vermittelt einen Homomorphismus {\displaystyle A\rightarrow C(X_{A})} von {\displaystyle A} in die Banachalgebra der stetigen komplexwertigen Funktionen auf {\displaystyle X_{A}}. Jedem Element {\displaystyle a\in A} wird so eine stetige Funktion {\displaystyle {\hat {a}}\colon X_{A}\to \mathbb {C} } zugeordnet, wobei {\displaystyle {\hat {a}}(\varphi )=\varphi (a)}. Das Spektrum eines Elementes {\displaystyle a\in A} und das Spektrum der Algebra hängen dann über die Formel {\displaystyle \sigma (a)={\hat {a}}(X_{A})} zusammen. Das ist im Artikel über die Gelfand-Transformation ausgeführt.

### Maximale Ideale
Sei {\displaystyle A} eine kommutative {\displaystyle \mathbb {C} }-Banachalgebra mit Einselement.
Ist {\displaystyle \varphi \in X_{A}}, so ist {\displaystyle \ker(\varphi )\subset A} ein maximales Ideal (mit Kodimension 1).
Ist umgekehrt {\displaystyle M\subset A} ein maximales Ideal, so ist der Abschluss {\displaystyle {\overline {M}}} wegen der Offenheit der Gruppe der invertierbaren Elemente ein echtes Ideal, also muss {\displaystyle {\overline {M}}=M} gelten.
Dann ist die Quotientenalgebra {\displaystyle A/M} eine Banachalgebra, die ein Körper ist, und dieser muss nach dem Satz von Gelfand-Mazur isomorph zu {\displaystyle \mathbb {C} } sein. Daher ist die Quotientenabbildung {\displaystyle A\rightarrow A/M\cong \mathbb {C} } ein multiplikatives Funktional mit Kern {\displaystyle M}.
Bezeichnet man also die Menge der maximalen Ideale mit {\displaystyle \operatorname {Max} (A)}, so hat man eine bijektive Abbildung:
{\displaystyle X_{A}\to \operatorname {Max} (A),\,\,\,\varphi \mapsto \ker(\varphi )}
Es besteht damit eine bijektive Beziehung zwischen der Teilmenge {\displaystyle X_{A}} des Dualraums und der rein algebraisch definierten Menge der maximalen Ideale.

## Anwendungen
- Anwendung finden Banachalgebren u. a. in der Operatorentheorie, wie sie z. B. in der Quantenfeldtheorie benutzt wird.
- Ferner gibt es die Erweiterung zu Von-Neumann-Algebren und Hilbert-Moduln und der abstrakten K- und KK-Theorie, welche auch als nichtkommutative Geometrie bezeichnet wird.
- Zur Untersuchung lokalkompakter Gruppen zieht man in der harmonischen Analyse die Banachalgebren {\displaystyle L^{1}(G)} und die Gruppen-C*-Algebren {\displaystyle C^{*}(G)} heran.